# 제50회 영국 아카데미 영화상
제50회 영국 아카데미 영화상은 1996년의 최고의 영화를 기리기 위해 1997년 4월 29일에 열린 시상식이다. 런던, Royal Albert Hall에서 개최되었다.

## 수상

### 작품상
- 잉글리쉬 페이션트 - 사울 제인츠 수상

### 알렉산더 코다 상
- 비밀과 거짓말 - Simon Channing-Williams 수상

### 데이빗 린 상
- 파고 - 조엘 코언 수상

### 남우주연상
- 샤인 - 제프리 러쉬 수상

### 여우주연상
- 비밀과 거짓말 - 브렌다 블레신 수상

### 남우조연상
- 크루서블 - 폴 스코필드 수상

### 여우조연상
- 잉글리쉬 페이션트 - 줄리엣 비노쉬 수상

### 각본상
- 비밀과 거짓말 - 마이크 리 수상

### 각색상
- 잉글리쉬 페이션트 - 안소니 밍겔라 수상

### 편집상
- 잉글리쉬 페이션트 - 월터 머치 수상

### 촬영상
- 잉글리쉬 페이션트 - 존 세일 수상

### 음향상
- 샤인 - Jim Greenhorn 수상

### 의상상
- 리차드 3세 - 슈나 하우드 수상

### 분장상
- 너티 프로페서 - 릭 베이커 수상

### 특수시각효과상
- 트위스터 - Stefan Fangmeier 수상

### 프로덕션디자인상
- 리차드 3세 - 토니 버로우 수상

### 외국어영화상
- 리디큘 - Frederic Brillon 수상

### 단편애니메이션작품상
- Bernard La Joie 수상

### 단편영화작품상
- 캐럴 스코타 수상

### 안소니 아스퀴스상
- 잉글리쉬 페이션트 - 가브리엘 야리드 수상

## 같이 보기
- 제69회 아카데미상
- 제22회 세자르상
- 제49회 미국 감독 조합상
- 제10회 유럽 영화상
- 제54회 골든 글로브상
- 제17회 골든 래즈베리상
- 제3회 미국 배우 조합상
- 제49회 미국 작가 조합상